# La tenaglia
(Friedrich Nietzsche - citazione ad incipit de "La Tenaglia")
La tenaglia è un saggio di politica dello scrittore, docente ed avvocato italiano Natalino Irti del 2008.

## Tematiche
Il libro analizza il tracollo dell'ideologia nell'era contemporanea, osservando la situazione politica italiana senza tuttavia concentrarsi sullo scenario partitico od i leader ma focalizzando l'attenzione sulle forze che - secondo l'autore - agiscono internamente ed esternamente alla politica chiudendola in una stretta morsa, proprio come i bracci metallici di una tenaglia.
Il presupposto dell'opera è l'essere anti-ideologico di ogni frangia politica moderna, causa e conseguenza di un progressivo svuotarsi di significato della politica stessa, la quale sembra piegarsi su se stessa, motivata dal pragmatismo e dal desiderio di amministrare il potere per il potere stesso.

## Critica del pragmatismo
Critica del pragmatismo è il primo dei due capitoli di cui si compone il saggio di Natalino Irti; è suddiviso a sua volta in tredici capitoli.
Si tratta di una lunga analisi politica che parte dalle origini della scomparsa dell'ideologia dalla politica e delinea i caratteri principali delle nuove forze portanti che l'hanno sostituita.

### Anti-ideologia
In questa prima parte del saggio vengono analizzate le concause che hanno portato la politica a perdere ogni senso ideologico; l'autore osserva come, le forze politiche che fino all'ultimo decennio hanno pesantemente criticato l'essere ideologico inizialmente del fascismo e successivamente dei derivati politici del Marxismo (dal socialismo al comunismo )
, si siano poi ritrovate all'alba della caduta del muro di Berlino effettivamente prive di ogni significato a loro volta. Le ragioni di un simile capovolgimento sono ben delineate nel riconoscere come, evidenziando l'essere "negativo" del socialismo e del comunismo, la politica abbia dipinto un'immagine negativa non tanto delle ideologie marxiste, quanto dell'ideologia in quanto tale. La ideologia appare quindi come uno strumento, un'arma da opporre ad altre ideologie e che, una volta caduto il nemico ideologico, non ha più alcuno scopo.
L'interesse si sposta poi sulla contingenza italiana degli anni novanta, in cui la classe politica (prevalentemente anti-comunista) viene letteralmente spodestata giuridicamente e sostituita da punti di riferimento politici che hanno perduto ogni connotazione ideologica e che non hanno alcun punto d'appoggio filosofico. Tali partiti esprimono l'occasionalismo pragmatico che si è insediato in seno alla politica e che altro non è che il sostituto dell'ideologia; la politica acquista un significato prettamente pragmatico, ogni scelta di governo viene compiuta il giorno prima per il giorno dopo, senza alcun progetto a medio o lungo termine - che ovviamente potrebbe essere motivato soltanto da una spinta ideologica. La politica diventa trasformismo, ribaltamento, il "consenso" e il "numero" sono gli scopi della politica e tutto ciò che ne da legittimità.

### Tecno-crazia e clero-crazia
Seguono due capitoli dedicati alle forze dominanti dietro l'aspetto anti-ideologico della politica, i bracci metallici della tenaglia.
La prima posta in analisi è ciò che Irti definisce tecno-crazia, in riferimento all'intero sistema che si muove con il capitalismo ed il liberismo economico; quest'ultimo infatti è ciò che ha realmente potuto godere della sconfitta politica delle ideologie socialiste, una sorta di ideologia del mercato. L'aspetto tecno-cratico del liberismo economico è evidenziato constatando la preponderanza, all'interno dei governi, di componenti "competenti", "esperte", ovvero erudite circa la materia che va governata. Viene posto l'accento sull'essenza apolitica dei tecnicisti politici e che permette il costituirsi di enti ed organizzazioni definite "autonome", ovvero libere da qualunque legame politico e capaci di esprimere una certa neutralità nei diversi ambiti di cui si occupa.
Accanto al tecnicismo che impone le leggi del mercato alla politica, viene individuata da Natalino Irti la clero-crazia, non già distante dalla teocrazia. Si tratta della coesione inscindibile, per la fede, fra la sfera pubblica e la sfera privata dell'uomo, capace di legittimare negli esecutori della fede - nella fattispecie italiana, il clero cattolico - assidua presenza negli affari politici, oltre al possesso di verità incontrovertibili, proprio perché fondate sulla fede. In un paese permeato dalla clero-crazia, appare impossibile ravvedere alcuna traccia di laicità nelle scelte politiche, anche laddove la Costituzione stessa garantisca l'estraneità delle questioni di fede a quelle di stato.
L'estensione della tecno-crazia e della clero-crazia è totale e potenzialmente illimitata, poiché non è legata al particolarismo nazionale né tantomeno può essere imbrigliata dalle leggi nazionali: tanto nel caso della religione, che trascende la nazionalità ed interessa le persone singolarmente, quanto nell'economia, che si sviluppa in autonomia e può coinvolgere più nazioni nello stesso momento.

## La tenaglia
La tenaglia è il secondo dei due capitoli di cui si compone il saggio di Natalino Irti; è a sua volta suddiviso in cinque capitoli.
È la parte conclusiva del saggio, in cui è evidente il bisogno, per l'autore, di liberare la dipendenza della politica dell'azione combinata di tecno-crazia e clero-crazia.
L'impronta del capitolo è espressa in un quesito di fondo, ovvero la possibilità o meno per la politica di liberarsi dalla stretta della tenaglia. La domanda in sé non trova risposte da parte dell'autore, ma soltanto possibilità e ragioni per cui debba concretizzarsi una sorta di "neo-ideologismo" che restituisca finalità evidenti alla politica e le restituisca una dimensione laica.
La leva del neo-ideologismo è indicata nella forza della legislazione che deve tornare ad interpretare le ragioni di una filosofia e non il bisogno occasionale, deve attualizzarsi dove necessario e nello stesso tempo conservare i valori fondamentali del sistema democratico. Allo stesso modo è proposto un "laicismo positivo" - in antitesi ad uno"negativo" - capace di dare maggior sostegno al bisogno della democrazia di esprimere valori e ragioni il più possibile condivise da tutti, o quantomeno capaci di non creare interferenze fra la dimensione spirituale e quella civile.
A dispetto delle argomentazioni che Irti propone, egli non si espone in alcuna previsione sul futuro politico - italiano e mondiale - né offre ulteriori conclusioni, ma ribadisce con forza il bisogno della politica di ritrovare l'ideologia e il finalismo programmatico.

## Riferimenti e citazioni
Citazioni filosofiche e riferimenti ad altri saggi dell'autore stesso sono disseminati in larga scala fra le pagine de La Tenaglia, e si rivolgono tanto a personalità attuali del panorama filosofico e politico, come Massimo Cacciari, ad altri che appartengono al passato appena trascorso d'Italia e d'Europa, ad esempio Benedetto Croce, Augusto Del Noce, Karl Mannheim.

## Edizioni
- Natalino Irti, La tenaglia, Editori Laterza, 2008,  p. 86, ISBN 978-88-420-8664-2.